# 皮夫卡
皮夫卡（斯洛維尼亞語： 發音：[ˈpiːu̯ka]），是斯洛維尼亞喀斯特地區皮夫卡盆地的一個小鎮。它是皮夫卡市鎮的行政中心，屬於內卡尼奧拉傳統地區。

## 教堂
當地堂區教堂是獻給聖彼得，屬於天主教科佩爾教區。該鎮 Radohova Vas 街區的第二座教堂屬於同一個堂區，是獻給聖勞倫斯。

## 博物館
皮夫卡軍事歷史公園是一座博物館，裡面有重型武器、軍用車輛、訓練機和戰鬥機、一架直升機和一艘南斯拉夫 Una 級突擊隊潛艇。

## 外部連結
- Pivka municipal site Archive.today的存檔，存档日期2012-09-08
- Pivka on Geopedia （页面存档备份，存于）